# Нітроемаль
Нітроемалі — емалеві фарби на основі нітрату целюлози (який отримують обробкою целюлози азотною кислотою); на упаковці зазвичай позначаються абревіатурою НЦ. Утворюють глянцеві покриття, сохнуть при кімнатній температурі за кілька десятків хвилин. Також відомі під назвою нітрофарби.

## Коротка історія
Створені були в 1920-х роках американськими хіміками з компанії DuPont спеціально для потреб автомобільної промисловості.

Олійні фарби на основі оліфи і скипидару, які широко застосовувалися до появи нітроемалей для фарбування кузовів, сохли від декількох діб до декількох тижнів в залежності від кольору, і до того ж вимагали вкрай трудомісткого процесу нанесення фарби. Після завершення забарвлення автомобіль покривали кількома шарами каретного копалового лаку, який також вельми повільно висихав. В цілому процес фарбування займав до 4-6 тижнів. Тому якщо покупець хотів отримати серійний автомобіль, пофарбований в будь-який колір, крім чорного — йому доводилося доплатити за це значну суму, а деякі виробники, на кшталт «Форда», і зовсім не пропонували інших кольорів ні за які гроші, оскільки забарвлення окремих екземплярів автомобілів за індивідуальними замовленнями «ламало» всю систему конвеєрного виробництва.
Починаючи з середини 1920-х і аж до 1950-х — 1960-х років нітроемалі широко застосовувалися в автомобілебудуванні для фарбування кузовів. Для створюваного ними покриття характерні дуже високий блиск, чудова декоративність (напівпрозорий, склянистий шар такої емалі при професійному нанесенні дає виключно красиві, чіткі відблиски і віддзеркалення), прийнятна атмосферостійкість.
Згодом нітроемалі стали застосовувати тільки для фарбування автомобілів представницького класу, решту ж автомобілів стали фарбувати синтетичними емалями на алкидній або акриловій основі. В СРСР з початку 1960-х років використовувалися меламіно-алкидні емалі марки МЛ (легкові автомобілі), або пенфталеві (ПФ) і гліфталеві (ГФ) емалі (вантажівки і громадський транспорт), які давали покриття більш низької якості, ніж нітроцелюлозні емалі, але сохли при високій (120—135 градусів) температурі в камері за кілька хвилин і вимагали нанесення лише двох шарів, причому відразу після «запікання» набували достатнього блиску, не вимагаючи наступного полірування, що дозволило значно спростити технологію і прискорити виробничий процес.